# Línea 493 (Interurbanos Madrid)
La línea 493 de la red de autobuses interurbanos de Madrid une el intercambiador de Aluche con Loranca, en Fuenlabrada.

## Características
Creada en 1998, en un principio llegaba al barrio de El Arroyo, situándose su cabecera en el centro de especialidades homónimo. Sin embargo, rápidamente cambió su recorrido al actual, comunicando Madrid con Fuenlabrada y Loranca en 55 minutos, atravesando el municipio de Leganés.
La línea no mantiene los mismos horarios todo el año, desde el 1 de julio al 31 de agosto se reducen el número de expediciones, además de los días excepcionales vísperas de festivo y festivos de Navidad en los que los horarios también cambian y se reducen.
Está operada por la empresa Martín mediante la concesión administrativa VCM-404 - Madrid – Leganés – Fuenlabrada (Viajeros Comunidad de Madrid) del Consorcio Regional de Transportes de Madrid.

## Horarios
| Lunes a viernes laborables (Vigente de 1 de septiembre a 30 de junio) |
| De 6:15 a 22:22 cada 19-20 minutos                                    |
| A 22:47 - 23:12 - 23:37 - 23:55                                       |
| Lunes a viernes laborables (Vigente julio)                            |
| De 6:15 a 23:55 cada 20-25 minutos                                    |
| Lunes a viernes laborables (Vigente agosto)                           |
| A 6:15 - 6:40 - 7:05                                                  |
| De 7:32 a 22:00 cada 28 minutos                                       |
| A 22:24 - 22:48 - 23:10 - 23:34 - 23:55                               |
| Sábados laborables (Vigente de 1 de septiembre a 30 de junio)         |
| De 6:35 a 23:45 cada 25-30 minutos                                    |
| Sábados laborables (Vigente de 1 de julio a 31 de agosto)             |
| De 6:35 a 23:45 cada 32-38 minutos                                    |
| Domingos y festivos (Vigente de 1 de septiembre a 30 de junio)        |
| A 8:05                                                                |
| De 8:45 a 23:10 cada 25-35 minutos                                    |
| A 23:50                                                               |
| Domingos y festivos (Vigente de 1 de julio a 31 de agosto)            |
| De 8:00 a 23:50 cada 32-40 minutos                                    |

| Lunes a viernes laborables (Vigente de 1 de septiembre a 30 de junio) |
| A 5:25                                                                |
| De 5:49 a 21:31 cada 19-20 minutos                                    |
| A 21:56 - 22:21 - 22:40 - 23:00                                       |
| Lunes a viernes laborables (Vigente julio)                            |
| De 5:30 a 23:00 cada 20-25 minutos                                    |
| Lunes a viernes laborables (Vigente agosto)                           |
| A 5:30 - 5:50 - 6:10 - 6:35 - 7:00 - 7:20                             |
| De 7:46 a 14:46 cada 28 minutos                                       |
| A 15:00 - 15:30 - 16:00                                               |
| De 16:38 a 20:50 cada 28 minutos                                      |
| A 21:16 - 21:42 - 22:08 - 22:34 - 23:00                               |
| Sábados laborables (Vigente de 1 de septiembre a 30 de junio)         |
| De 5:30 a 21:20 cada 25-30 minutos                                    |
| A 21:55 - 22:40                                                       |
| Sábados laborables (Vigente de 1 de julio a 31 de agosto)             |
| De 5:45 a 22:40 cada 32-38 minutos                                    |
| Domingos y festivos (Vigente de 1 de septiembre a 30 de junio)        |
| De 7:00 a 20:30 cada 25-30 minutos                                    |
| A 21:10 - 21:50 - 22:45                                               |
| Domingos y festivos (Vigente de 1 de julio a 31 de agosto)            |
| De 7:00 a 22:45 cada 32-40 minutos                                    |

## Recorrido y paradas

### Sentido Fuenlabrada
| Código | Parada                                      | Común con                                     | Conexiones con Metro y Cercanías | Municipio   | Zona |
| ------ | ------------------------------------------- | --------------------------------------------- | -------------------------------- | ----------- | ---- |
| 08380  | Intercambiador de Aluche                    | 482 483 485 487 491 492 561 561A 561B 563 591 | Aluche                           | Madrid      |      |
| 660    | Avenida de los Poblados-Comisaría           | 121 131 139 482 485 491 492                   |                                  | Madrid      |      |
| 662    | Polideportivo Las Cruces                    | 121 131 139 482 485 491 492                   |                                  | Madrid      |      |
| 379    | Plaza del Parterre                          | 35 47 481 482 486 491 492                     |                                  | Madrid      |      |
| 4019   | Metro Carabanchel Alto                      | 35 47 481 482 491 492                         | Carabanchel Alto                 | Madrid      |      |
| 1158   | Avenida Carabanchel Alto-Gómez Arteche      | 35 47 481 482 491 492                         |                                  | Madrid      |      |
| 07571  | Av. Carabanchel Alto - Allariz              | 481 482 491 492                               |                                  | Madrid      |      |
| 07567  | Av. Carabanchel Alto - Carpio y Torta       | 481 482 491 492                               |                                  | Madrid      |      |
| 16165  | Av. Carabanchel Alto - Av. La Peseta        | 481 482 491 492                               |                                  | Madrid      |      |
| 08199  | Ctra. M421 - Montejano                      | 481 482 491 492                               |                                  | Madrid      |      |
| 08203  | Ctra. M421 - Deportivo Butarque             | 481 482 491 492                               |                                  | Leganés     |      |
| 08205  | Ctra. M421 - C.C. Plaza Nueva               | 480 481 482 484 485 491 492                   |                                  | Leganés     |      |
| 12742  | Av. Carabanchel - Parque de los Olivos      | 482 491 492                                   |                                  | Leganés     |      |
| 07902  | Av. Fuenlabrada - Batalla de Brunete        | 432 482 485 491 492 497                       |                                  | Leganés     |      |
| 07900  | Av. Fuenlabrada - Trva. del Cid             | 432 482 485 491 492 497                       |                                  | Leganés     |      |
| 07892  | Av. Fuenlabrada - Pza. España               | 484 491 492 497                               |                                  | Leganés     |      |
| 07888  | Av. Fuenlabrada - Campoamor                 | 491 492 497                                   |                                  | Leganés     |      |
| 07867  | Av. Fuenlabrada - Juan Sebastián Elcano     | 485 486 491 492 497                           |                                  | Leganés     |      |
| 15334  | Av. Fuenlabrada - Hospital Severo Ochoa     | 468 481 485 491 492 497                       | Hospital Severo Ochoa            | Leganés     |      |
| 07862  | Ctra. M409 - Los Frailes                    | 468 485 491 492 497                           |                                  | Leganés     |      |
| 07754  | Leganés - Centro de Salud Mental            | 468 491 492 497                               |                                  | Fuenlabrada |      |
| 12528  | Av. España - Barcelona                      | 2                                             |                                  | Fuenlabrada |      |
| 07714  | Avenida de España - Castilla La Nueva       | 2                                             |                                  | Fuenlabrada |      |
| 07712  | España - Parque Lineal La Serna             | 2                                             |                                  | Fuenlabrada |      |
| 07716  | Móstoles - Austria                          | 491 526 1 13                                  |                                  | Fuenlabrada |      |
| 07720  | Av. Naciones - Parque                       | 491 492 4                                     |                                  | Fuenlabrada |      |
| 07726  | Francia - Holanda                           | 491 492 4                                     |                                  | Fuenlabrada |      |
| 07727  | Francia - Est. Parque Europa                | 2 4                                           | Parque Europa                    | Fuenlabrada |      |
| 11173  | Francia - Paseo de Setúbal                  | 1 2 3 4                                       |                                  | Fuenlabrada |      |
| 08174  | Ctra. M506 - Pol. Ind. Camino de la Carrera | 526                                           |                                  | Fuenlabrada |      |
| 12023  | Av. Ciudad Jardín - Centro Comercial        | 1                                             |                                  | Fuenlabrada |      |
| 12024  | Av. Pablo Iglesias - Urb. Nuevo Versalles   | 4                                             |                                  | Fuenlabrada |      |
| 12423  | Clara Campoamor - Ana Frank                 | 527 1 4                                       |                                  | Fuenlabrada |      |
| 11682  | Av. Pablo Iglesias - Gabriela Mistral       | 527 1 4                                       |                                  | Fuenlabrada |      |
| 11681  | Av. Pablo Iglesias - Dolores Ibárruri       | 527 1 4                                       | Loranca                          | Fuenlabrada |      |
| 11679  | Av. Pablo Iglesias - Alegría                | 527 1 4                                       |                                  | Fuenlabrada |      |
| 11677  | Av. Pablo Iglesias - Encuentro              | 527 1 4                                       |                                  | Fuenlabrada |      |
| 12425  | Av. Pablo Iglesias - Av. Libertad           | 527 1 4                                       |                                  | Fuenlabrada |      |
| 12427  | Av. Pablo Iglesias - Juventud               | 1 4                                           |                                  | Fuenlabrada |      |
| 12025  | Av. Pablo Iglesias - Centro Comercial       | 4                                             |                                  | Fuenlabrada |      |

### Sentido Madrid
| Código | Parada                                     | Común con                                     | Conexiones con Metro y Cercanías | Municipio   | Zona |
| ------ | ------------------------------------------ | --------------------------------------------- | -------------------------------- | ----------- | ---- |
| 12026  | Av. Pablo Iglesias - Centro Comercial      | 1                                             |                                  | Fuenlabrada |      |
| 08181  | Av. Pablo Iglesias - Posito                | 527 1                                         |                                  | Fuenlabrada |      |
| 12426  | Av. Pablo Iglesias - Alba                  | 527 1                                         |                                  | Fuenlabrada |      |
| 11676  | Av. Pablo Iglesias - Encuentro             | 527 1                                         |                                  | Fuenlabrada |      |
| 11678  | Av. Pablo Iglesias - María Moliner         | 527 1                                         |                                  | Fuenlabrada |      |
| 11680  | Av. Pablo Iglesias - Federica Montseny     | 527 1                                         | Loranca                          | Fuenlabrada |      |
| 12424  | Av. Pablo Iglesias - Gabriela Mistral      | 527                                           |                                  | Fuenlabrada |      |
| 08182  | Av. Nuevo Versalles - Urb. Nuevo Versalles | 527 1                                         |                                  | Fuenlabrada |      |
| 09800  | Av. Pablo Iglesias - Urb. Nuevo Versalles  |                                               |                                  | Fuenlabrada |      |
| 12027  | Av. Pablo Iglesias - Ciudad Jardín         |                                               |                                  | Fuenlabrada |      |
| 08175  | Ctra. M506 - Pol. Ind. Piqueta             |                                               |                                  | Fuenlabrada |      |
| 11174  | Francia - Paseo de Setúbal                 | 1 2 3 4                                       |                                  | Fuenlabrada |      |
| 07725  | Francia - Av. Naciones                     | 491 492 3 4                                   | Parque Europa                    | Fuenlabrada |      |
| 07721  | Av. Naciones - Móstoles                    | 3 4                                           |                                  | Fuenlabrada |      |
| 07717  | Móstoles - Mirasierra                      | 491 526 1 3                                   |                                  | Fuenlabrada |      |
| 07713  | Av. España - Castilla La Vieja             | 3                                             |                                  | Fuenlabrada |      |
| 07715  | Av. España - Castilla-La Mancha            | 3                                             |                                  | Fuenlabrada |      |
| 07762  | Av. España - Valencia                      | 3                                             |                                  | Fuenlabrada |      |
| 07755  | Leganés - Centro de Salud Mental           | 468 491 492 497                               |                                  | Fuenlabrada |      |
| 20821  | Ctra. M409 - Ciudad del Automóvil          | 468 491 492 497                               |                                  | Leganés     |      |
| 07863  | Ctra. M409 - Los Frailes                   | 468 485 491 492 497                           |                                  | Leganés     |      |
| 20407  | Av. Fuenlabrada - Hospital Severo Ochoa    | 468 485 491 492 497                           | Hospital Severo Ochoa            | Leganés     |      |
| 07868  | Av. Fuenlabrada - Saavedra Fajardo         | 468 485 491 492 497                           |                                  | Leganés     |      |
| 07889  | Av. Fuenlabrada - Escuela Infantil         | 491 492 497                                   |                                  | Leganés     |      |
| 07893  | Av. Fuenlabrada - Getafe                   | 484 491 492 497                               |                                  | Leganés     |      |
| 07901  | Av. Fuenlabrada - Constitución             | 482 485 491 492 497                           |                                  | Leganés     |      |
| 07916  | Av. Fuenlabrada - Av. Rey Juan Carlos I    | 482 485 491 492 497                           |                                  | Leganés     |      |
| 09510  | Av. La Mancha - Parque de los Olivos       | 482 491 492                                   |                                  | Leganés     |      |
| 08206  | Ctra. M421 - C.C. Plaza Nueva              | 480 481 482 484 485 491 492                   |                                  | Leganés     |      |
| 15333  | Ctra. M421 - Polideportivo                 | 481 482 491 492                               |                                  | Leganés     |      |
| 16166  | Av. Carabanchel Alto - Av. La Peseta       | 481 482 491 492                               |                                  | Madrid      |      |
| 07547  | Av. Carabanchel Alto - Av. Euro            | 481 482 491 492                               |                                  | Madrid      |      |
| 07572  | Av. Carabanchel Alto - Allariz             | 481 482 491 492                               |                                  | Madrid      |      |
| 07570  | Av. Carabanchel Alto - Chirimoya           | 481 482 491 492                               |                                  | Madrid      |      |
| 4020   | Metro Carabanchel Alto                     | 35 47 481 482 491 492                         | Carabanchel Alto                 | Madrid      |      |
| 378    | Plaza del Parterre                         | 34 35 47 139 481 482 486 491 492              |                                  | Madrid      |      |
| 667    | Plaza del Parterre                         | 121 131 139 482 485 491 492                   |                                  | Madrid      |      |
| 663    | Polideportivo Las Cruces                   | 121 131 139 482 485 491 492                   |                                  | Madrid      |      |
| 661    | Avenida de los Poblados-Comisaría          | 121 131 139 482 485 491 492                   |                                  | Madrid      |      |
| 08380  | Intercambiador de Aluche                   | 482 483 485 487 491 492 561 561A 561B 563 591 | Aluche                           | Madrid      |      |